# Neoamerioppia (Amerigloboppia) espeletiarum
Neoamerioppia (Amerigloboppia) espeletiarum is een mijtensoort uit de familie van de Oppiidae. De wetenschappelijke naam van de soort is voor het eerst geldig gepubliceerd in 1984 door Balogh P..